# Kanton Gros-Morne
Kanton Gros-Morne is een voormalig kanton van het Franse departement Martinique. Kanton Gros-Morne maakte deel uit van het arrondissement La Trinité en telde 10.765 inwoners in 2007.  Het kanton had een oppervlakte van 54,25 km² en een dichtheid van 198 inwoners per vierkante kilometer. Het werd zoals alle kantons van Martinique opgeheven op 1 januari 2016.

## Gemeenten
Het kanton Gros-Morne omvatte uitsluitend de   gemeente Le Gros-Morne.